# Hanserik Romeling
Hanserik Gustav Romeling, född 28 juni 1953, död 18 juli 2019, var en svensk jurist som var lagman i Norrköpings tingsrätt från 2010 till 2015.
Romeling utnämndes till hovrättsråd i hovrätten över Skåne och Blekinge 2002. Han utnämndes till lagman i Norrköpings tingsrätt 14 oktober 2010.